# Хюэ (город провинциального подчинения)
Хюэ́ (вьет. Huế) — город провинциального подчинения в центральной части Вьетнама, бывший провинциальный город Вьетнама. Город был столицей провинции Тхыатхьен-Хюэ (вьет. Thừa Thiên-Huế) в регионе Северного Центрального побережья Вьетнама, расположен недалеко от центра Вьетнама. Важный культурный, политический, экономический, образовательный и туристический центр центральной части Вьетнама. В 1802—1945 годах Хюэ был столицей Вьетнама при династии Нгуен.

## Месторасположение
Город Хюэ расположен между 16° 16,80' северной широты и 107,8° 108,20' восточной долготы, на двух берегах реки Хыонг, на расстоянии почти 100 км севернее перевала Хайван и в 12 км от берега Тихого океана. Хюэ находится в 15 км от международного аэропорта Фубай и 50 км от глубоководного порта Чанмаи.
Природная площадь 83,3 км², население в 2003-м году 350 400 человек, что составляет 1,5 % от общей площади и населения Вьетнама. Плотность населения около 4200 чел/км².
Местность Хюэ, расположенная на равнине между реками Хыонг и Бо, имеет среднюю высоту примерно 3-4 м над уровнем моря. Ландшафт относительно ровный, местами высокие холмы, как маленькие горы Нгыбинь, Вонгкань. Довольно часто проливные дожди на горе Чыонгшон, где происходят истоки этих рек, приводят к наводнениям в окраине Хюэ.
В городе имеются два объекта Всемирного культурного наследия, что создаёт привлекательные условия для развития туризма.

## История и название

### Тхуанхоа (вьет.Thuận Hóa)
В 1306 г. в качестве дарования за брак с вьетской принцессой Хюен Чан (Huyền Trân) два округа — «О» (вьет. Ô) и «Ли» (вьет. Lý), принадлежавшие чамскому королю, перешли во владение вьетской династии Чан. Через год король Чан Ань Тонг установил власть в новых землях и переименовал их в Тхуан и Хоа. При династии поздних Ле они объединились в одну провинцию и получили название Тхуанхоа (китай. 順化). В 1604 г. князь Нгуен Хоанг разделил район Диен Бан от неё и присоединил к провинции Куангнам. Таким образом, при князьях Нгуен (XVII—XVIII вв.) провинция Тхуанхоа была расположена с юга перевала Нганг до самого перевала Хайван.

### Фусуан (вьет.Phú Xuân)

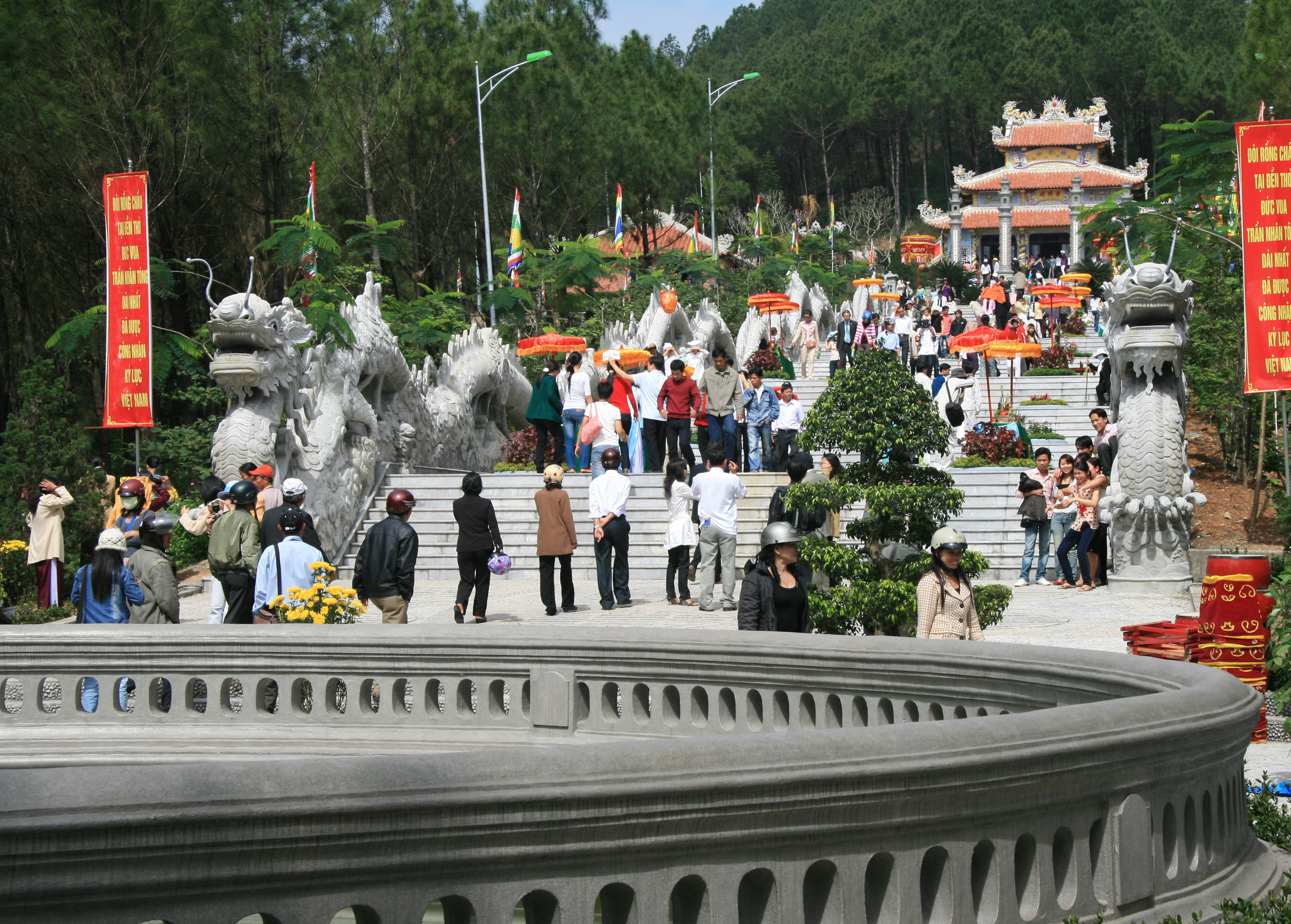
Мавзолей Чан Нян Тонг

В 1626 г., с целью сопротивления против династии князей Чинь, князь Нгуен Фук Нгуен перевел свою резиденцию в деревню Фыокиен района Куангдиен провинции Тхыатьен и поставил место в княжеское подчинение. В 1636 г. князь Нгуен Фук Лан выбрал деревню Кимлонг района Хыонгча своей резиденцией. Позже, в 1687 г., князь Нгуен Фук Чан перевел резиденцию в деревню Фусуан (старовьетн. 富春) района Хыонгча, а в 1712 г. князь Нгуен Фук Тьу перевел её в деревню Баквонг района Куангдиен. Только с 1738 г, при князе Нгуен Фук Кхоате (1738—1765, также известен как «Князь Ву» или «Ву Выонг» (Король Ву)), резиденцией князей Нгуен окончательно становился Фусуан. В это время социально-экономическая мощь значительно увеличилась благодаря внедрению множества новшеств, и сам «Князь Ву» даже разработал модель национальной одежды «аозай» для простого населения.
В 1802 г, после воссоединения всего Дайвьета, император Зя Лонг (1802—1820) назвал Фусуан столицей вьетнамского феодального королевства.

### Название «Хюэ»
В настоящее время нет достоверной информации о дате проявления слова «Хюэ». По мнению многих историков, король Ле Тхань-тонг впервые упоминал «Хюэ» в своей «Национальной Поэзии»[уточнить]. В работах тогдашних историков на старовьетнамском языке Ньо фиксированы только названия Фусуан или Столица Кинь, а слова Хюэ не было.
Впервые в сборнике «Книга истории Вьетнама», написанном на современном вьетнамском языке автором Чан Чонг Ким, при использовании старинной летописи и западной цитаты название «Хюэ» появилось.
Среди иностранных документов, в мемуарах французского торговца Пьера Пуавра (Pierre Poivre), прибывшего в Фусуане в 1749 г. название «Хюэ» многократно повторилось в виде Hué [10]. И позже, в «Латинско-аннамском словаре», том 2, издание 1838 г. в Индии, название Хюэ было внесено на карту Вьетнама.
По мнению некоторых историков, название «Хюэ» скорее всего происходило от слова «Хоа» в словосочетании Тхуан Хоа. В то время было наказание за вселюдное озвучивание любого слова, похожего на имена короля или его близкого окружения, а Нгуен Нап Хоа — прямой правнук основателя династии Нгуен.

### Преобразование города Хюэ
В конце XIX века по экономическим показателям центральная часть Вьетнама сильно отстала от северной и южной областей страны. Необходимость создания более крупных населенных пунктов была очевидна. 20 октября 1898 г. Императорская канцелярия походатайствовала перед императором Тхань Тхаем о поиске подходящих мест и создании населенных пунктов городского типа. 12 июля 1899 г. император Тхань Тхай издал Указ о формировании городка Хюэ вместе с созданием 5 городков: Тханьхоа, Винь, Хойан, Куиньон и Фантхиет на всем протяжении центральной части Вьетнама.
После провозглашения независимости в 2 сентября 1945 г., Временное правительство Демократической Республики Вьетнам начало усовершенствование административного строя. 21 декабря 1945 г. был издан Указ № 77 о признании восьми населённых пунктов городами — Ханой, Хайфонг, Намдинь, Винь, Хюэ, Дананг, Далат и Сайгон. Кроме столицы — Ханоя, все города были в подчинении администраций своих провинций.
После раздела Вьетнама на северную и южную часть, в период 1954—1975 годов, город оказывается на территории Южного Вьетнама. После создания Республики Вьетнам на южной половине Вьетнама, президент Нго Динь Зьем начал проводить административную реконструкцию по всей стране. В Указе № 57А от 24 октября 1956 г город Хюэ был по административному строю наравне с провинцией Тхыатхьен (эта модель продлилась до 1975 года).
Во время Войны во Вьетнаме Хюэ сыграл немаловажную роль в политических и военных событиях. В 1963 году город стал центром буддистского кризиса в Южном Вьетнаме. В феврале 1968 года во время Тетского наступления город стал местом жестоких боевых действий: он был почти полностью захвачен силами ВНА/НФОЮВ и удерживался ими три недели, пока они не были выбиты силами южновьетнамской армии и американской морской пехоты (см. также Резня в Хюэ). В 1975 году Хюэ сыграл ключевую роль в исходе войны.

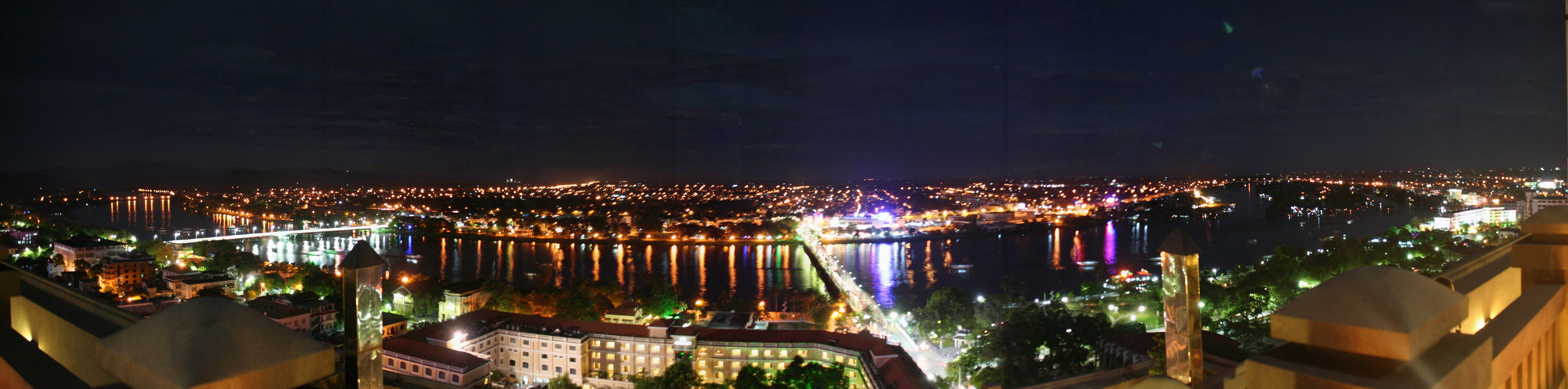
Панорама Хюэ ночью

Спустя 6 лет после воссоединения южной и северной частей Вьетнама, в 1981 г., к городу Хюэ присоединились почти все окружающие его населённые пункты.
24 августа 2005 г. Правительство СРВ издало Указ № 209/2005/QĐ-TTG об административном повышении и присвоении Хюэ статуса города 1-й категории.
В знак признания быстрого развития Хюэ в 2025 году город стал шестым муниципалитетом Вьетнама с центральным управлением. В рамках этого процесса Хюэ присоединил к себе остальную часть провинции Тхыатхьен-Хюэ для оптимизации управления.

## Архитектура

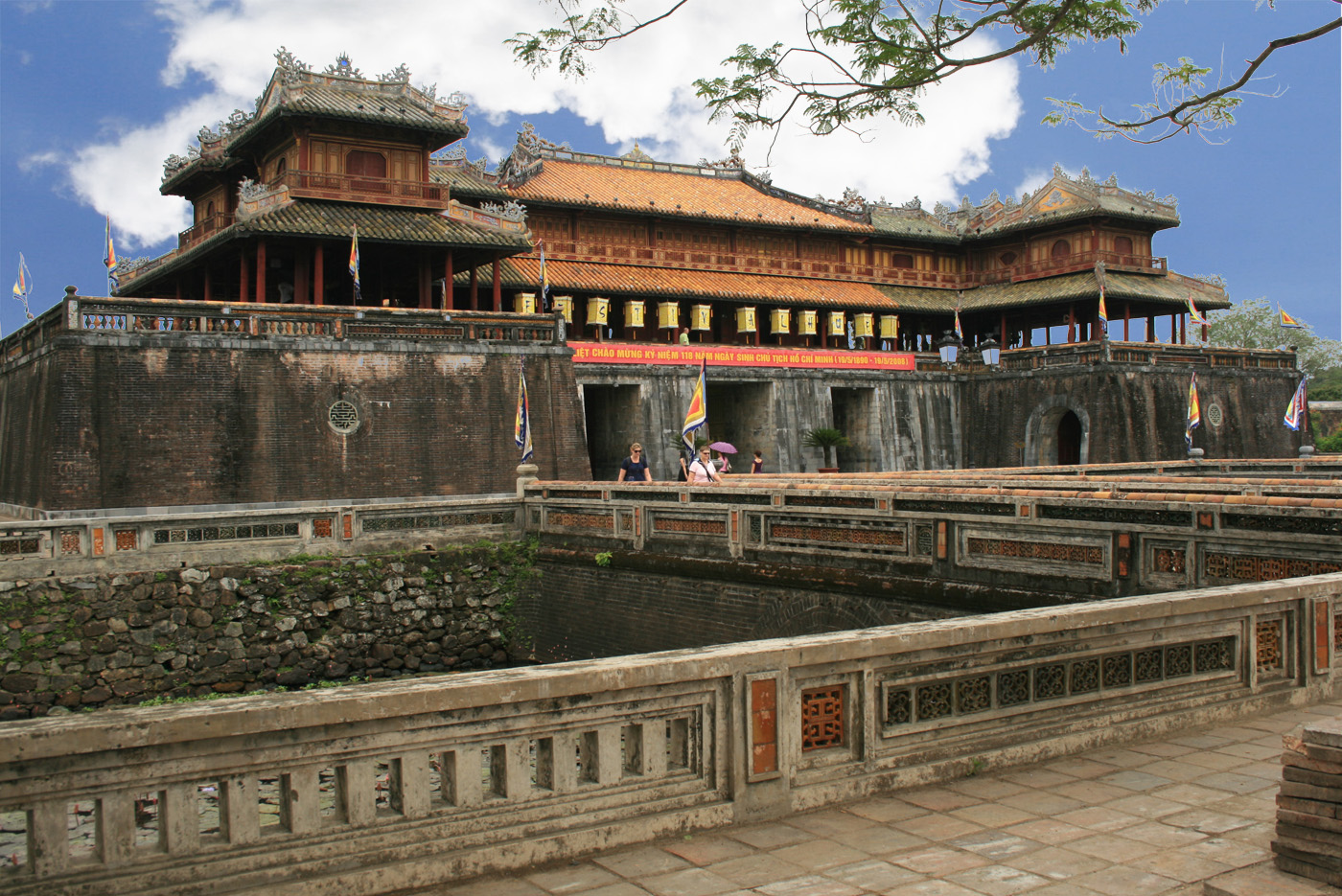
Ворота «Нгомон» — вход в Цитадель

Архитектура Хюэ богата и в ней сочетаются разные течения, королевское с практичным, религиозное с народным, традиционное с современным и западным.
Самым масштабным и сложным объектом архитектуры является Комплекс памятников Хюэ, который был построен в течение более полутора веков при династии Нгуен.
Находящийся в Хюэ Комплекс памятников в 1993 году был включен ЮНЕСКО в Список объектов всемирного культурного наследия.

## Культура Хюэ
Тхуанхоа — Фусуан — Хюэ имеет свою историю около 7 веков, начиная с 1306 г. На всем процессе восстановления и развития в жизни населения Хюэ накапливались разные традиционные материально-культурные ценности, которые формируют культуру нынешнего Хюэ. Это сочетание этнической культуры Шахуинь местной народности Тьям и общей культуры Донгшон северной части Вьетнама. Кроме того, из-за особенности местности, на Хюэ повлияли и другие культуры Юго-Восточной Азии, Китая, Индии.
Поэтому культура Хюэ очень богата и разнообразна, и эти характерные черты проявляются во многих областях деятельности, как в литературе, музыке, театре, искусстве, обычаях и повседневных народных ритуалах.

### Придворная музыка
Она происходит из восьми разных видов придворной музыки при династии Ле, которые во время правлении династии Нгуен превратили в 2 основных вида: Большую Музыку и Простую (малую) Музыку. Придворная музыка «Нья Ньяк» в 2003 году была внесена в Репрезентативный Список нематериального культурного наследия человечества при ЮНЕСКО.

### Придворные танцы
Они состоят из 15 основных танцев для ритуального мероприятия, поздравления, приветствия, банкета и разных художественных репертуаров. Разноцветные оснащения, необычные костюмы, гибкие движения с тонким пением показывают высокое развитие традиционных народных танцев.

### Пение хюэских народных напевов
Оно охватывает более 60 произведений на мелодиях северной и южной народностей Вьетнама. За долгое время существования хюэское пение имеет многие элементы академического вокала и профессионализма. Сопровождает пение музыкальный оркестр из 5 струнных инструментов, разных дудок, барабанов и прочих музыкальных наборов.

### Театр туонг
Этот вид спектакля бурно развивался при династии Нгуен, которая считала его национальным. В хюэской Цитадели работали несколько театров туонг и учебное заведение Тхань Бинь, где обучались будущие актёры. Имелся целый состав артистов, которые писали, обработали и редактировали спектакли туонг.

### Искусство и народные художественные промыслы
Продолжая традицию стандартных китайских моделей, вьетнамские ремесленники создали уникальный вид декоративного искусства, характеризующий Хюэ. Он ещё наследует лучшие оригинальные черты искусства Тьям и принимает многие достижения западного декоративного стиля.
При династии Нгуен многие виды традиционных ремесел Хюэ, такие как резьба по дереву, украшения из перламутра, позолоченное покрытие, резьба по кости, шитье золотом, серебром и жемчугом, ручное ткачество, вышивка, вязание, были разработаны до уровня изысканности и роскоши. Многие виды народной живописи стали популярными и приобрели особый стиль выражения.

### Скульптура
В древней столице Хюэ скульптура получила новый период развития с известными произведениями из камня, меди и дерева. В деревянной скульптуре, резные части украшены рельефными изображениями и достигнуты высокую степень изысканности и эстетичности. В прикладном искусстве, помимо традиционных ремесел Вьетнама, в Хюэ также производили разные высококачественные товары лакового искусства.

### Праздники

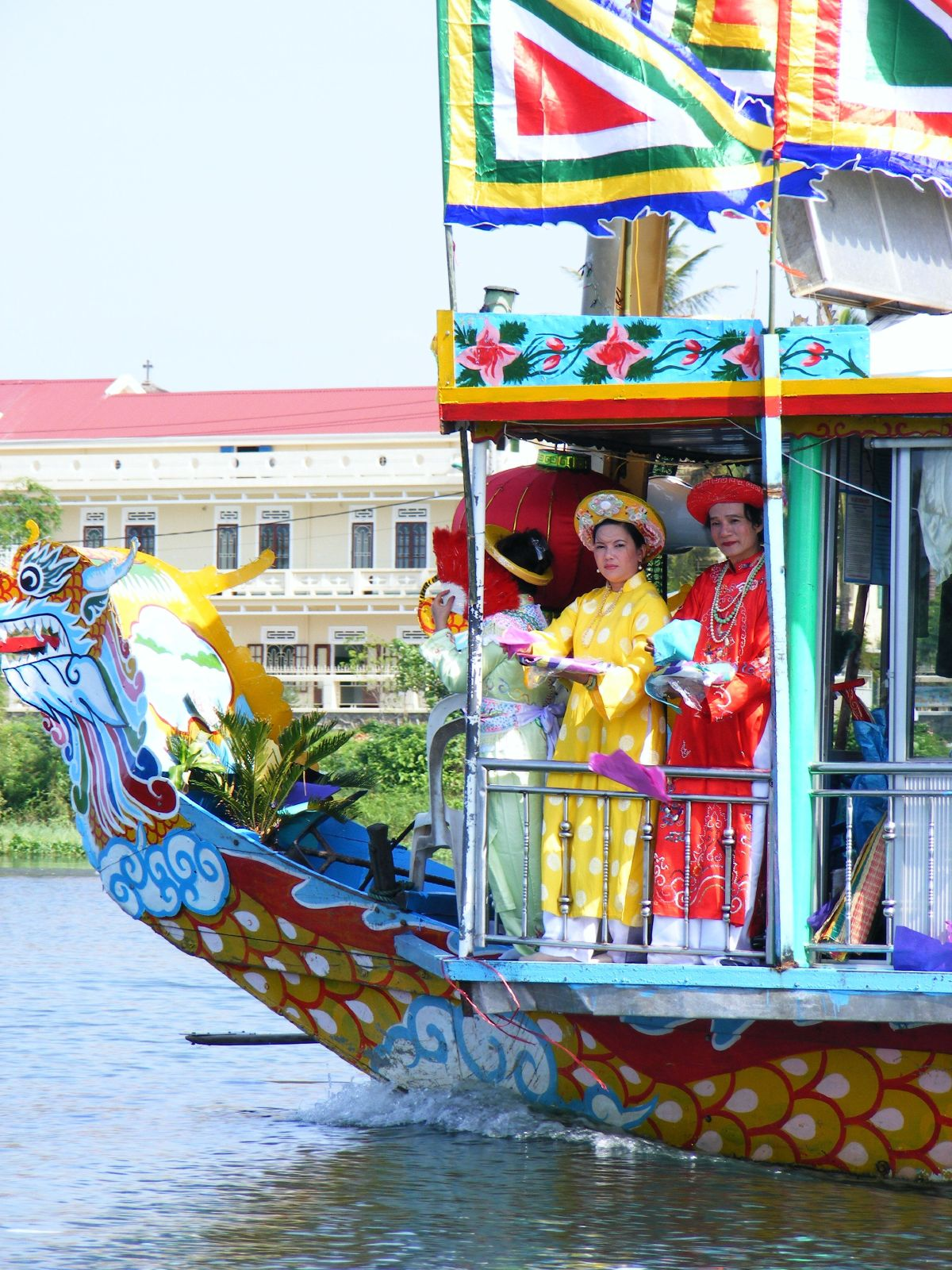
Фестиваль Хюэ — 2008 г.

В Хюэ существуют два вида празднования: королевское и народное. Королевское мероприятие носит более ритуальные, официальные черты, чем традиционные, а народное празднование очень богато своими видами и масштабом. Типичные праздники: парад и церемония приветствия Богини Тхиен-и А-на по верованию Чампа, разные фестивали в память о родоначальниках традиционных народных ремесел, деревень, общин. В торжественных и праздничных мероприятиях обычно организуют разновидные интересные культурно-спортивные состязания, как гребле, перетягивание каната, борьба, народное боевое искусство…

### Фестиваль Хюэ
Как культурное мероприятие государственного масштаба, Фестиваль Хюэ начали проводить с 2000 г., один раз в 2 года. Это не только важное событие в культурной жизни города, но и необходимые шаги и подготовка к созданию фестивального города Вьетнама.

### Кухня Хюэ
Сохранены более 1000 рецептов блюд хюэского происхождения, в том числе несколько десятков особых блюд для королей династии Нгуен. Народные кухни очень популярны среди населения всей страны и богаты меню из нескольких сотен блюд. Секрет их успеха в тщательном приготовлении, привлекательном вкусе и цвете, разнообразном оформлении, акценте на «качество важнее количества» и тонких способах приема пищи.

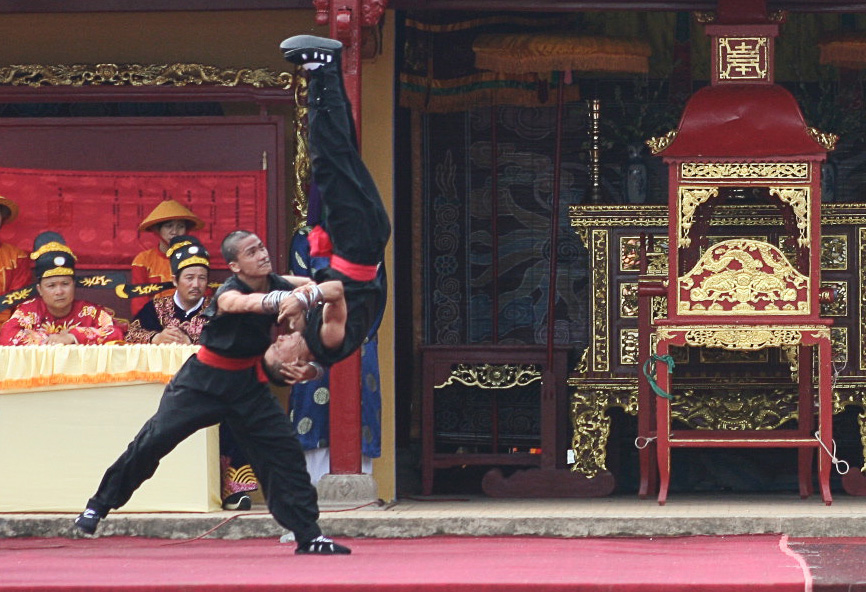
Боевое искусство — Фестиваль Хюэ

### Боевое искусство
В районе Хюэ работает много известных школ боевого искусства, характерных старинной столице Вьетнама. Происхождение из Индии, Китая, Таиланда, Лаоса, Бирмы, Корея, Японии… в сочетании с приемами народных боев веками создало особое, своеобразное боевое искусство. Наряду с ними в Хюэ существуют некоторые свои исторические школы с народными названиями: Тканая рубашка, Белый тигр, Шаолинь.

## Образование

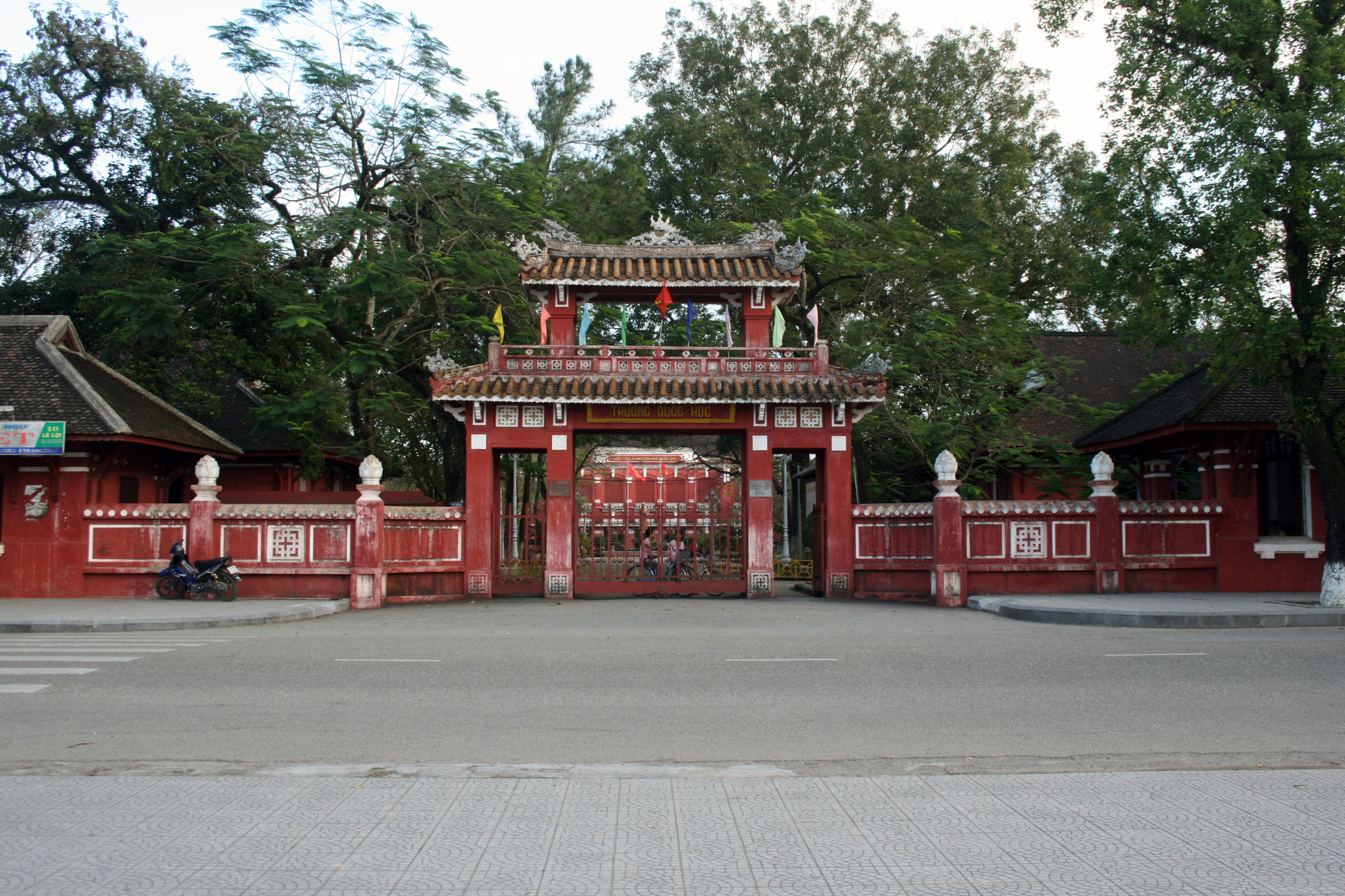
Национальная Школа «Куок Хок»

В городе Хюэ находится Центр высших учебных заведений, который состоит из 7 институтов:
- Институт искусств Хюэ
- Хюэский педагогический институт
- Хюэский университет
- Хюэский медицинский институт
- Хюэский институт сельского и лесного хозяйства
- Хюэский институт иностранных языков
- Хюэский экономический институт

## Достопримечательности

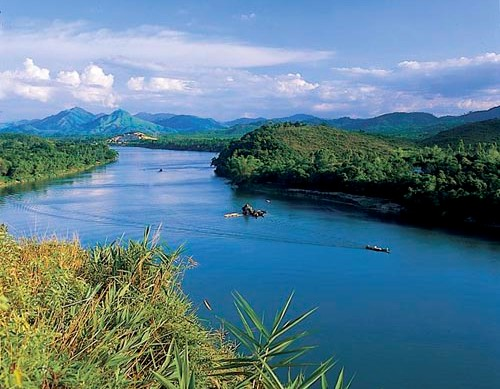
Река Хыонг, холм Вонгкань

### Природные
- Гора Нгыбинь
- Холм Вонгкань
- Гора Батьма
- Река Хыонг (Ароматная)
- Пляжи Тхуанан и Лангко
- Лагуна Тамзанг

### Старинная архитектура
- Манеж тигров (борьба тигра со слонами)
- Храм Литературы «Ванмиеу» (Văn Miếu)
- Дворец «Хонтьен»
- Мост плиток «Тханьеоан»
- Старинная школа «Куокхок»
- Монастырь «Тхиенан» (Thiên An)

### Пагоды
- Пагода Тхьенму (Thiên Mụ)
- Пагода Зиеуде (Diệu Ðế)
- Пагода Тыдам (Từ Ðàm)
- Пагода Тыхиеу (Từ Hiếu)

### Церкви
- Церковь редемптористов (Chúa Cứu Thế)
- Католический собор Фукам (Phủ Cam)

## Фотографии

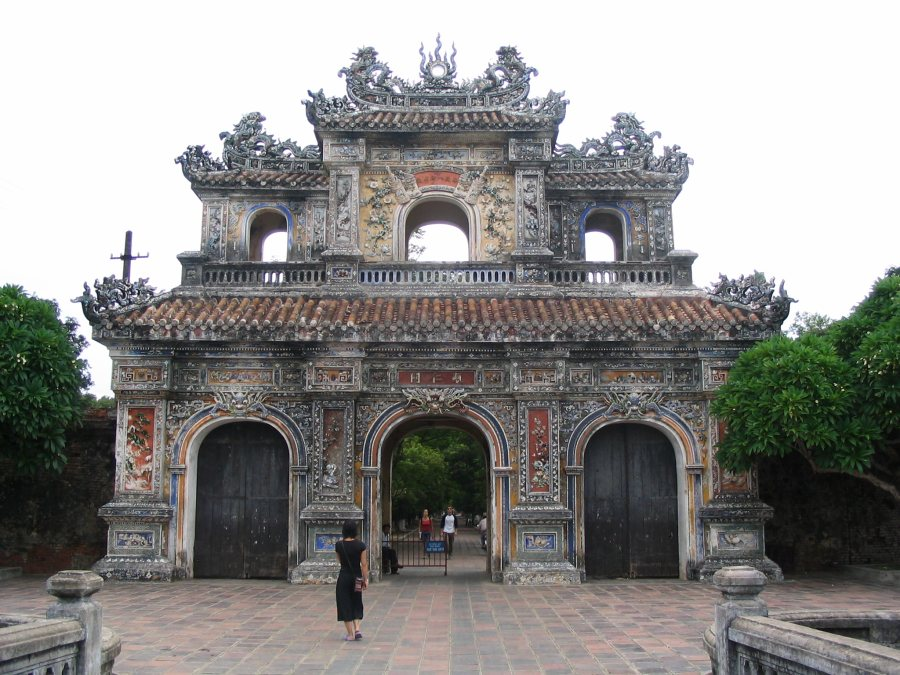
Ворота «Хьеннён» (Hiển Nhơn)
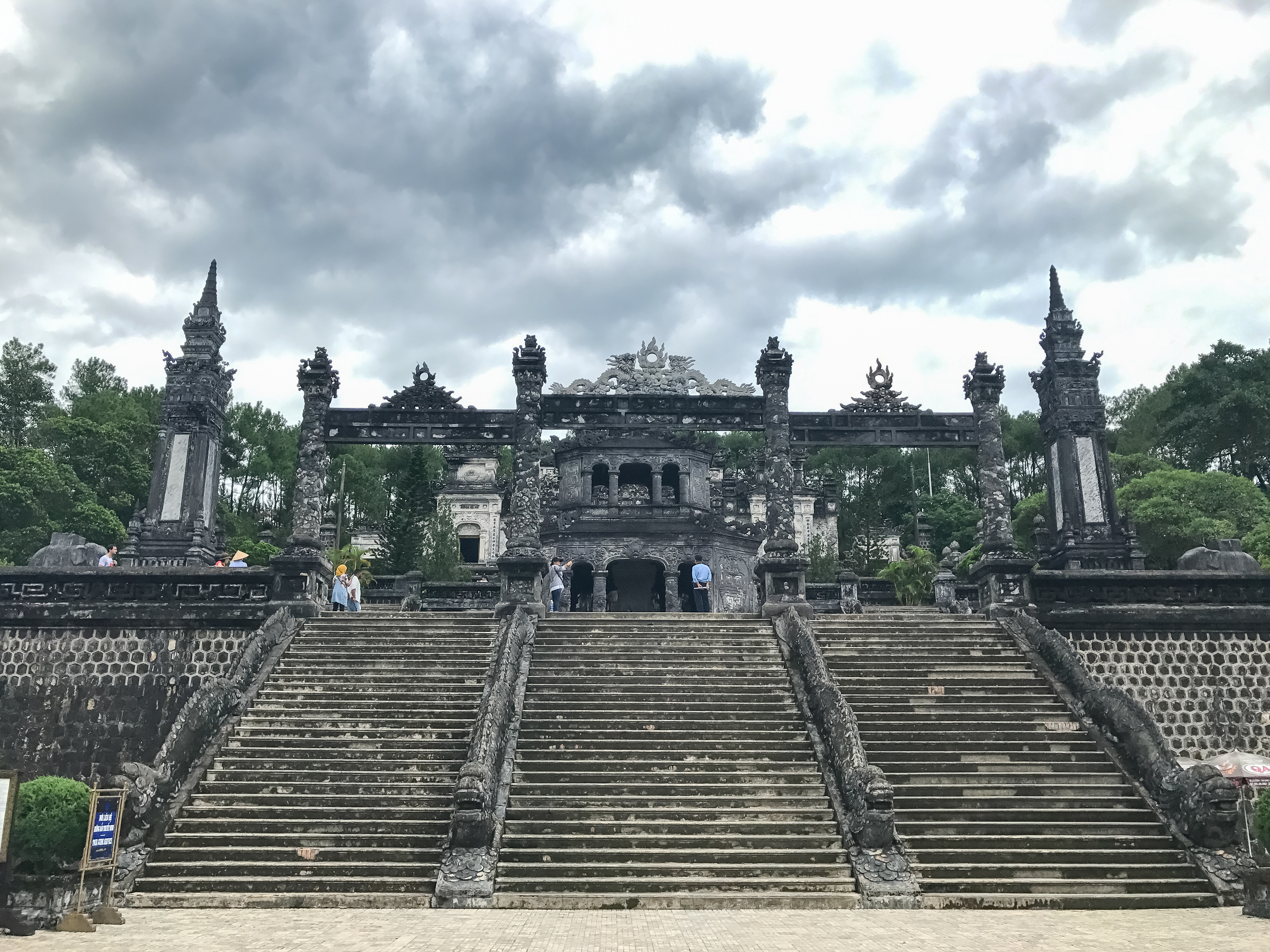
Гробница императора Кхай Диня
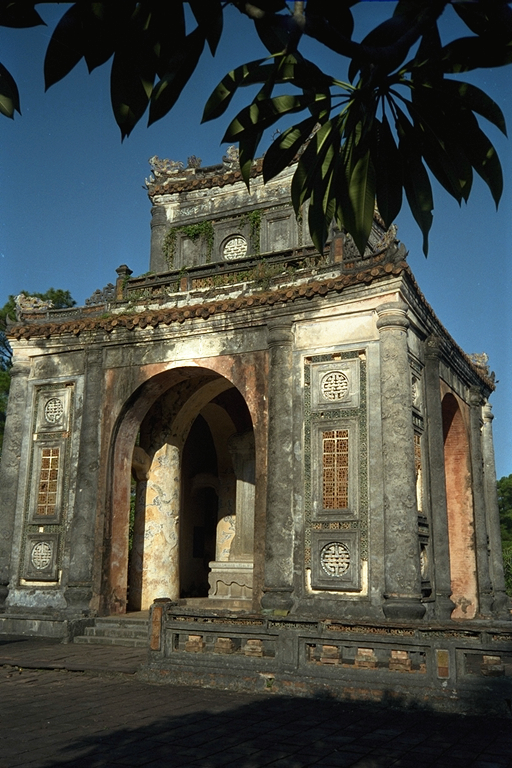
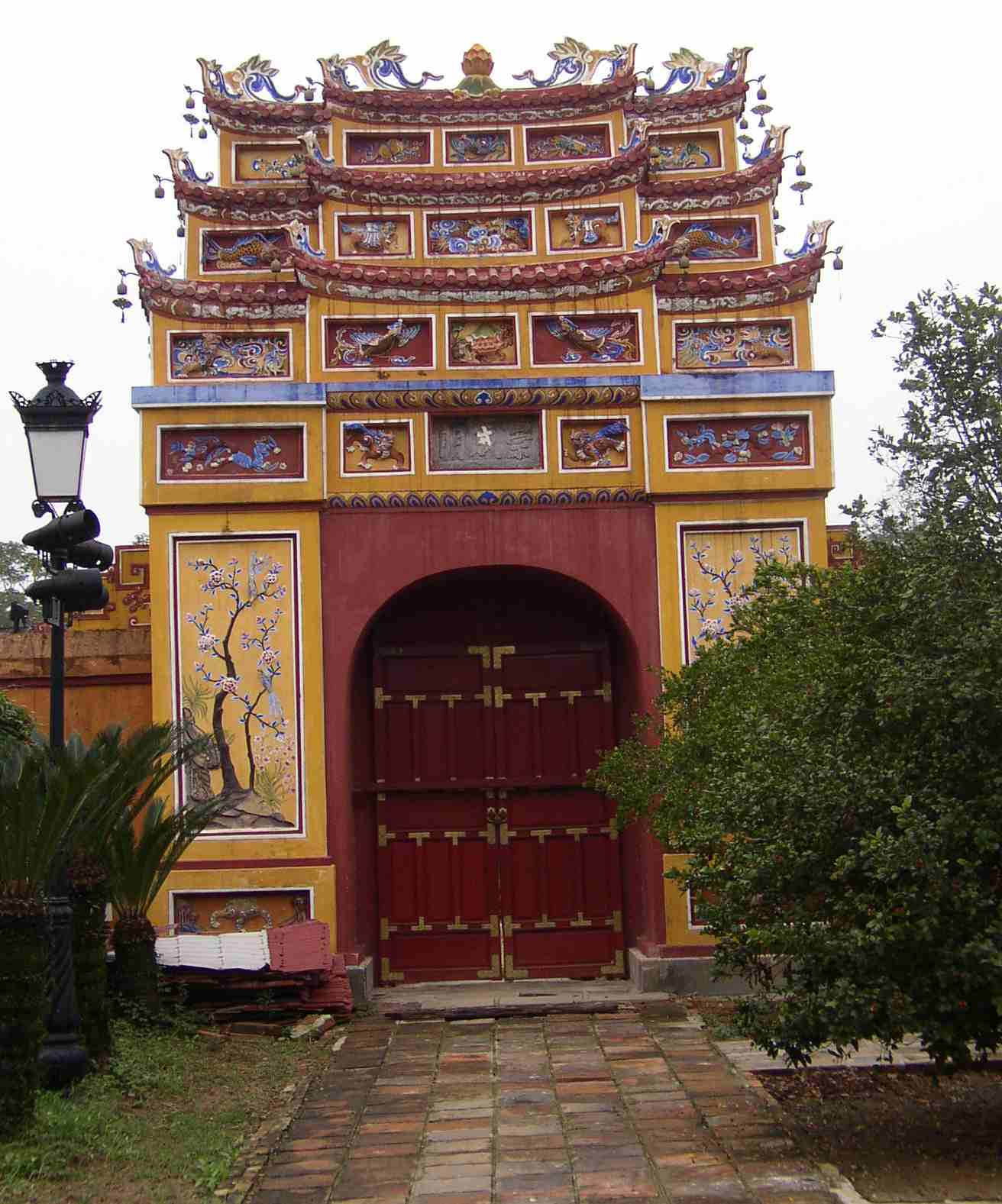
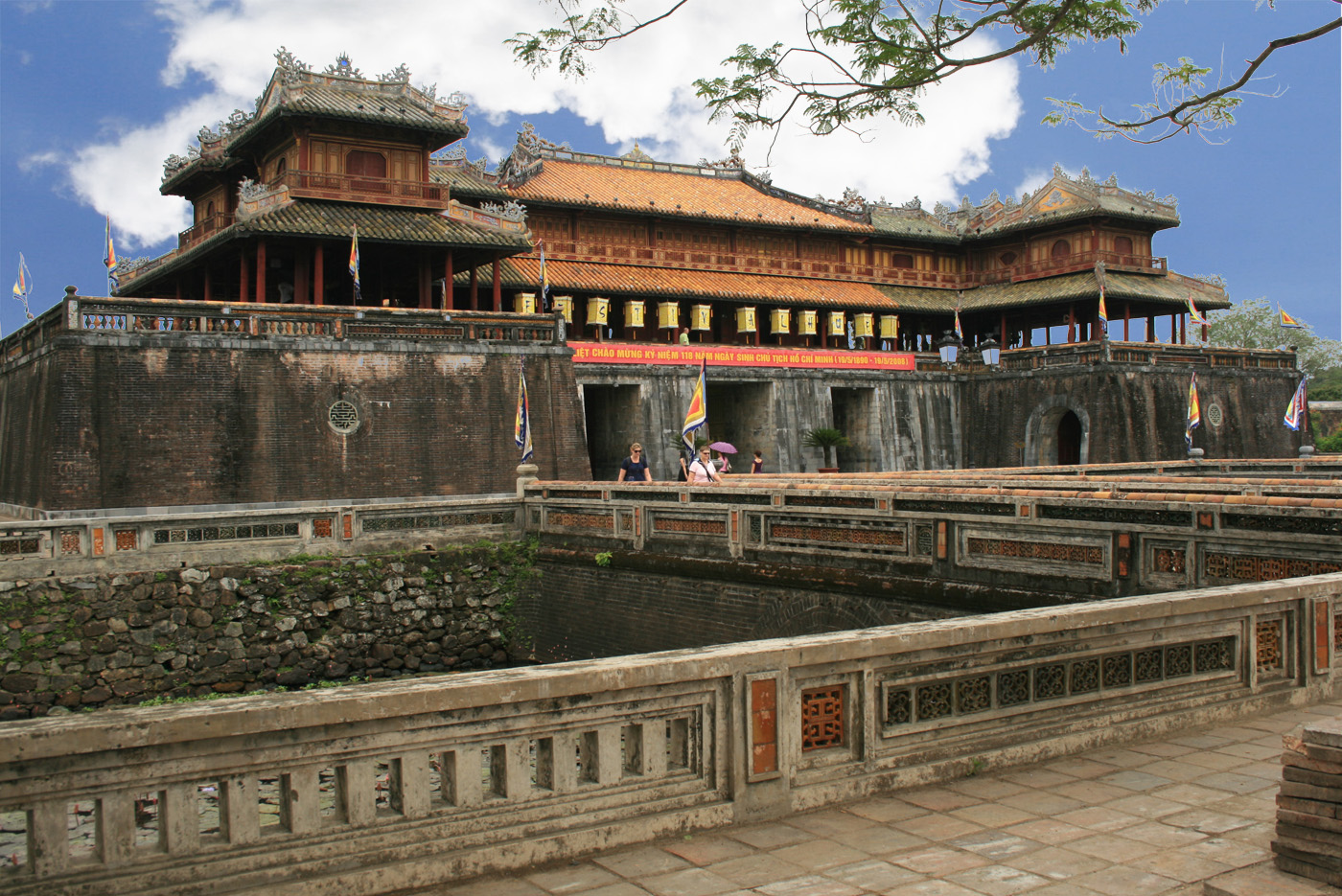
Ворота «Нгомон»
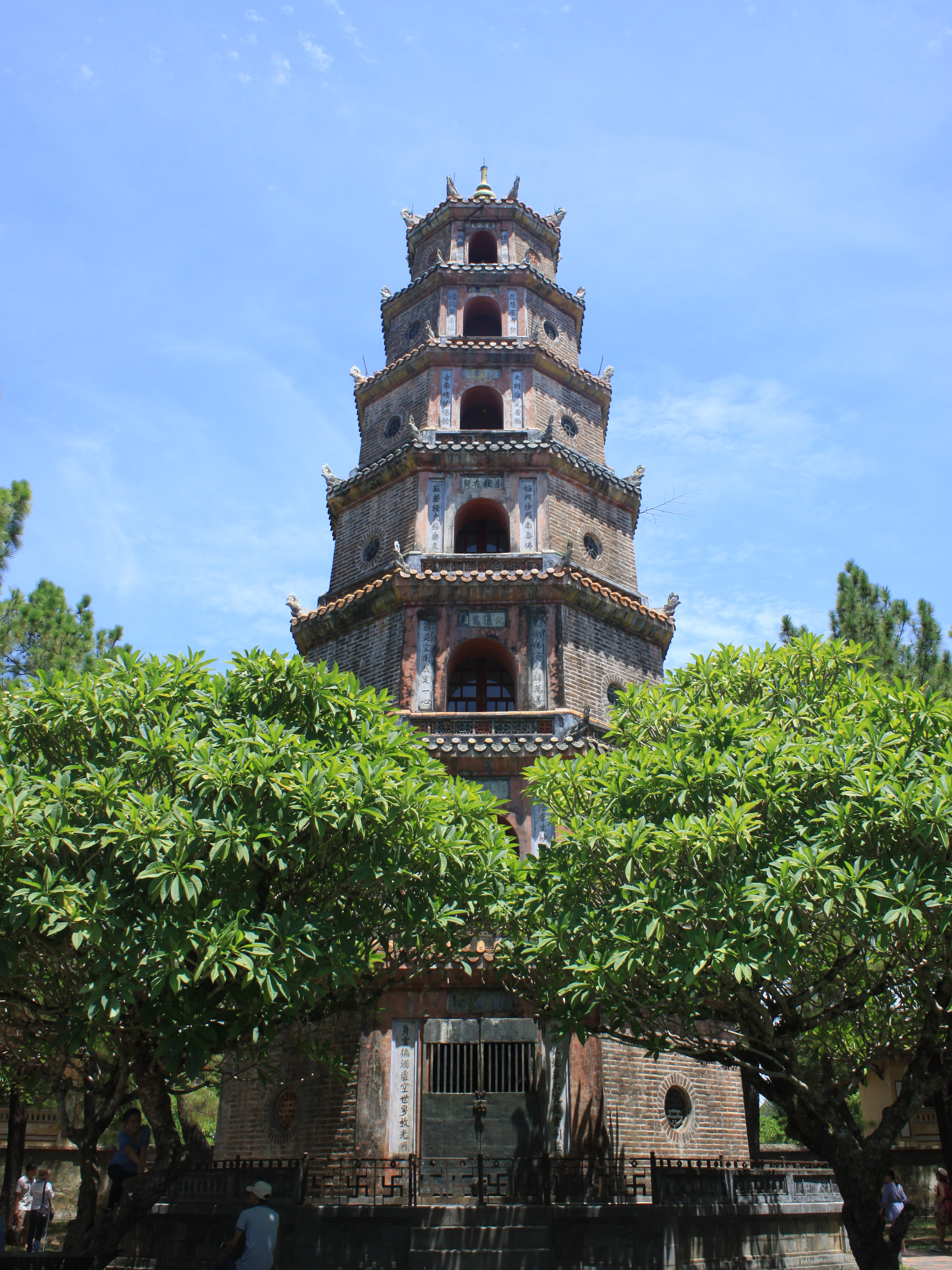
Пагода Тьенму